# Марково (Влоцлавський повіт)
Марково (пол. Markowo, нім. Marking) — село в Польщі, у гміні Влоцлавек Влоцлавського повіту Куявсько-Поморського воєводства.
Населення — 114 осіб (2011).
У 1975-1998 роках село належало до Влоцлавського воєводства.

## Демографія
Демографічна структура станом на 31 березня 2011 року:
|          | Загалом | Допрацездатний вік | Працездатний вік | Постпрацездатний вік |
| -------- | ------- | ------------------ | ---------------- | -------------------- |
| Чоловіки | 59      | 11                 | 42               | 6                    |
| Жінки    | 55      | 9                  | 33               | 13                   |
| Разом    | 114     | 20                 | 75               | 19                   |